# Верхній Суян
Верхній Суя́н (рос. Верхний Суян, башк. Үрге Һөйән) — присілок у складі Караідельського району Башкортостану, Росія. Входить до складу Верхньосуянської сільської ради.
Населення — 17 осіб (2010; 26 у 2002).
Національний склад:
- башкири — 61 %